# خورشیدگرفتگی ۴ اکتبر ۲۰۷۰
خورشیدگرفتگی ۴ اکتبر ۲۰۷۰ (به انگلیسی: Solar eclipse of October 4, 2070) یک خورشیدگرفتگی از نوع خورشیدگرفتگی حلقه‌ای است. این خورشیدگرفتگی در تاریخ ۴ اکتبر ۲۰۷۰ میلادی (‎۱۳ مهر ۱۴۴۹ خورشیدی) روی خواهد داد که زمان اوج آن، ساعت ۷:۰۸:۵۷ به‌وقت ساعت هماهنگ جهانی است. مدت زمان و طول این خورشیدگرفتگی ۲ دقیقه و ۴۴ ثانیه خواهد بود.